# (35527) 1998 FG68
1998 أف جي 68 (ويعرف أيضًا باسم (35527) 1998 أف جي 68 وفق تسمية الكوكب الصغير) (بالإنجليزية: 1998 FG68)‏ هو كويكب ضمن حزام الكويكبات؛ وترتيبه 35527 من حيث الاكتشاف.
اكتُشف هذا الجُرم الفلكي بواسطة بحث لنكولن عن الكويكبات القريبة من الأرض في 20 مارس 1998.

## وصلات خارجية
- (35527) 1998 FG68 في قاعدة بيانات مختبر الدفع النفاث لأجرام النظام الشمسي الصغيرة

- الاكتشاف · مخطط المدار ·  العناصر المدارية · المعلمات المادية

- (35527) 1998 FG68 على موقع ويكي سكاي: DSS2, SDSS, GALEX, IRAS, Hydrogen α, X-Ray, Astrophoto, Sky Map, Articles and images